# دانييلا غورغيفا
دانييلا غورغيفا (بالبلغارية: Даниела Георгиева)‏ هي منافسة ألعاب القوى بلغارية، ولدت في 22 سبتمبر 1969 في صوفيا في بلغاريا.

## وصلات خارجية
- دانييلا غورغيفا على موقع الاتحاد الدولي لألعاب القوى (الإنجليزية)
- دانييلا غورغيفا على موقع أوليمبيديا (الإنجليزية)